# All-Pro Basketball
All-Pro Basketball (in Japan uitgebracht als Zenbei!! Pro Basketball) is een sportspel ontwikkeld door Aicom voor de Nintendo Entertainment System. Het spel werd in 1989 door Vic Tokai uitgebracht. De speler kan het spel op verschillende manieren spelen, namelijk tegen de computer, head-to-head met een vriend of laat de computer tegen zichzelf spelen of het spelen van een League Championship. Spelers uit een team kunnen uitgeput raken en moeten op de bank plaatsnemen om weer op krachten te komen.

## Speelbare teams
De speler kan kiezen uit acht verschillende teams met elk zijn unieke eigenschappen:
1. New York Slicks (New York Knicks)
2. Chicago Zephyrs (Chicago Bulls)
3. Boston Redcoats (Boston Celtics)
4. Los Angeles Breakers (Los Angeles Lakers)
5. Dallas Stallions (Dallas Mavericks)
6. Phoenix Wings (Phoenix Suns)
7. Seattle Sonics (Seattle Supersonics)
8. San Francisco Bayriders (Golden State Warriors)